# أفيتال رونيل
أفيتال رونيل (بالإنجليزية: Avital Ronell) (وُلدت في 15 أبريل 1952) هي أكاديمية أمريكية مختصة في الفلسفة القارية، والدراسات الأدبية، والتحليل النفسي، والفلسفة السياسية، والأخلاقيات. هي أستاذة في العلوم الإنسانية وفي مجالَي الدراسات الألمانية والأدب المقارن في جامعة نيويورك، حيث تشارك في إدارة برنامج دراسات الصدمات والعنف متعدد التخصصات.
تدرّس رونيل في كلية الدراسات العليا الأوروبية في ساس-فيي بصفتها أستاذة في الفلسفة بدرجة جاك دريدا. كتبت عن مواضيع مثل يوهان فولفغانغ فون غوته؛ وألكسندر غراهام بيل والهاتف؛ ومنظومة الاختبار في المجالات القانونية، والصيدلانية، والفنية، والعلمية، والتاريخية، والزِنْ؛ والغباء؛ واختفاء السلطة؛ ومرحلة الطفولة؛ والنقص. هي أيضًا محررة مُؤسِّسة في صحيفة كي بارال وعضو في الصوت اليهودي من أجل السلام.
توصّل تحقيق على مدار أحد عشر شهرًا في جامعة نيويورك إلى أن رونيل ضايقت جنسيًا طالب دراسات عليا، فأوقفتها الجامعة دون أجر للعام الدراسي 2018-2016 على إثر ذلك.

## حياتها ونشأتها
وُلدت أفيتال رونيل في براغ لدبلوماسيّين إسرائيليين، وكانت فنانة أدائية قبل دخولها الأوساط الأكاديمية. هاجرت إلى نيويورك في عام 1956. التحقت بمدرسة روتجرز الإعدادية وتخرجت في عام 1970. ذكرت رونيل في وقت لاحق مواجهتها رهاب الأجانب ومعاداة السامية كثيرًا بصفتها مهاجرة شابة. تحصلت على درجة البكالوريوس في الآداب من كلية يدلبوري، ثم درست مع جاكوب توبيس وهانز جورج جادامير في معهد التفسير في جامعة برلين الحرة. حصلت على دكتوراه في الفلسفة في الدراسات الألمانية من جامعة برنستون في عام 1979، وكان مستشارها ستانلي كورنغولد، ودارت أُطروحتها حول التأمل الذاتي عند يوهان فولفغانغ فون غوته، وفريدرش هولدرلين، وفرانز كافكا. عندما التقت جاك دريدا في ندوة وسألها عن اسمها قدمت نفسها بصفتها «ميتافيزيقية»، وكتب في وقت لاحق أنه «وجد هذه التلاعب ذكيًا إلى حد ما». درست بعد ذلك مع دريدا وهيلين سيكسوس في باريس. ساعدت في تقديم دريدا إلى الجماهير الأمريكية عبر ترجمة مقاله عن رواية كافكا «أمام القانون»، ومقاله عن قانون النوع الاجتماعي/النوع الفني، ومحاضراته حول علاقة نيتشه بالبيوغرافيا، وعدد من الأعمال الأخرى. أصبحت رونيل صديقة قريبة للشاعر والروائي بيير ألفيري الذي ألهمها لاحقًا في عنونة العديد من أعمالها الكبرى.
تدّعي رونيل أنها طُردت من العمل بعد عملها لفترة قصيرة أستاذةً في جامعة فرجينيا لأنها درّست الفلسفة القارية و«ذهبت إلى صالة الألعاب الرياضية بشكل منتظم: صُدم زملاؤها بهذا؛ لم يتوافق ذلك مع صورتهم عن المرأة الأكاديمية». التحقت بكلية الأدب المقارن في جامعة كاليفورنيا بريفرسايد، ثم في جامعة كاليفورنيا ببيركلي حيث درّست مع فيليب لاكوي لابارث، وجان-لوك نانسي، وجوديث بتلر. كانت صديقة مقربة من الكاتبة كاثي آكر وارتبطت برواياتها، إذ قالت إنهما «مقدرّتان لبعضهما». في عام 1996، انتقلت إلى جامعة نيويورك وشاركت في تدريس مساق مع جاك دريدا حتى عام 2004.
دعاها مركز بومبيدو في عام 2009 إلى عقد سلسلة من المقابلات مع فنانين ومفكرين مثل فرنر هرتزوغ، وجوديث بتلر، ودنيس كوبر، وجان-لوك نانسي، وسوزان دوبيلت. في عام 2009 أيضًا، بدأت بالتدريس المشترك مع سلافوي جيجك، وفرانسوا نودلمان في عام 2010، وشاركت في تنسيق برنامج الجدران والجسور معها في عام 2011.
شغلت رونيل منصب رئيس قسم الفلسفة والأدب وقسم الأدب المقارن في جمعية اللغة الحديثة منذ عام 1993 وحتى عام 1996، وألقت الكلمة الرئيسية في الاجتماع السنوي للجمعية الأمريكية للأدب المقارن في عام 2012.

## نظرة عامة على أعمالها
تُجادل رونيل من أجل «ضرورة عدم وضوح المفهوم». في قضية ضرب رودني كينغ عام 1992، ترى رونيل أن مصطلح «واضح تمامًا» يعمل بشكل متكرر رمزًا للكذبة البيضاء. بدلًا من الإشارة إلى نفسها بأنها مؤلفة النص، وصفت نفسها في بعض الأحيان بأنها «مُوقّعة»، أو «مُشغّلة»، أو حتى«تلفزيون». تُركز رونيل أحيانًا على المفكرين الذين يراجعون أعمال مفكرين آخرين، وترى أن ما تسميه «أقسام التطهير» يُضعف العمل الذي يراجعونه.
املاءات: عن الكتابة المسكونة (1986)
تُحقق رونيل في أحد أعمال غوته الأكثر تأثيرًا، محادثات مع غوته، التي لم يكتبها بل أملاها على صديق له مُصاب بالفصام يُدعى يوهان بيتر إيكرمان. وصف نيتشه الكتاب بأنه «أفضل كتاب ألماني»، إذ يحتوي على آخر أفكار غوته عن الفن، والشعر، والسياسة، والدين، ومصير الأدب والفلسفة الألمانيّين. تقرأ رونيل محادثات مع غوته باعتباره عودة من وراء قبر سيّد الأدب والعلوم الألمانية العظيم.
ومن أعمالها الأخرى هناك:
- دليل الهاتف: التكنولوجيا – انفصام الشخصية – الخطاب الكهربائي (1989)
- حروب المخدرات: الأدب، الإدمان، الهوس (1992)
- نتيجة المحدودية: مقالات لنهاية الألفية (1994)

## قُبول أعمالها
نُقدت أعمال رونيل وأُثني عليها. في عام 1994، نشرت دورية دياكريتيكس نسخة خاصة من كتاب «حول أعمال أفيتال رونيل» قال فيها جوناثان كولر: «على مدى العقد الماضي، أنتجت رونيل ما لا بد أن يكون أحد أكثر الأعمال النقدية الاستثنائية في عصرنا ... تدمج رونيل عاميّة موسيقى البوب مع التحليل الفلسفي، ما يفرض مواجهة بين الأدب الرفيع والتكنولوجيا أو ثقافة المخدرات، وتنتج جملًا تُروّع وتُهيّج وتُنير. كُتبها لا تشبه سواها، إنها مرحة وعصية في نفس الوقت». قالت جوديث بتلر إنها تشعر بالفضل العميق لتأثير رونيل في أعمالها، وكتبت في مجموعة مُحررة اسمها قراءة رونيل: «إن المسار المختلف الذي تسلكه رونيل هو مسار الاختلاف تمامًا: شاذ، صعب، إيجابي، ساخر». أشارت محررة المجموعة ديان ديفيز إلى «التحريض الفردي لأعمال رونيل النقدية البارزة»، و«الرُؤى المدمرة، وأسلوب الكتابة غير المسبوق، وزعزعة الاستقرار الشاقة».  في الجلسة السادسة لـ الوحش والملك في 6 فبراير عام 2002، كرّس جاك دريدا اهتمامًا خاصًا بآراء رونيل عن الغباء، وأشاد بالتعقيد غير القابل للترجمة لـ«سخريتها».
على النقيض، في مراجعة عام 1990 لكتاب دليل الهاتف في نيويورك تايمز، أعرب الروائي روبرت كوفر عن تقديره لـ«الألعاب النارية البصرية» لأسلوب طباعة الكتاب، إلا أنه وجد «حُجة الكتاب كورقة أكاديمية تقليدية إلى حد ما، مُبطنة بشكل واضح بأصوات أوروبية عصرية مثل جاك لاكان، ورولاند بارثيس، وجاك دريدا»، ووجد العلاقة التي حاولت تأسيسها بين هايدغر والفصام والهاتف «ضعيفة». قال الفيلسوف جوناثان ري في مراجعة أجراها ملحق التايمز الأدبي عام 2002 عن كتابها الغباء إنه «نثر يُقرأ كترجمة متثاقلة لنسخة فرنسية من هايدغر، لكن يكاد لا يخلو من جملة لا تُوقف العرض ليُحتفى بدهائها». وصف بيرند هوبوف (رئيس سابق للقسم الألماني في جامعة نيويورك، وظّف رونيل ولكنها استُبدلت به بعد ذلك) أعمالها كذلك بأنها «تُترجم عدم الفهم إلى عمق زائف».

## تعليق العمل والتحقيق في القصاص
في سبتمبر عام 2017، قدّم طالب، عرّف نفسه لاحقًا بأنه طالب دراسات عليا سابق لرونيل يُدعى نمرود ريتمان، شكوى في مكتب البند التاسع لجامعة نيويورك، يتهم فيها رونيل بالتحرش الجنسي، والاعتداء الجنسي، والمطاردة، والقصاص منها على مدار ثلاث سنوات حين كان منصوحها. في مايو عام 2018، وجدت الجامعة رونيل مُذنبة بالتحرش الجنسي وعلّقت عملها للعام الدراسي 2018-2019. لم تعترف رونيل بأي من الادعاءات المقدمة في شكوى ريتمان. في 16 أغسطس عام 2018، رفع ريتمان دعوى قضائية ضد رونيل والجامعة بدعوى التحرش الجنسي والاعتداء الجنسي والمطاردة.

## التكريمات والجوائز
- 1995-1996: زمالة رئيس جامعة كاليفورنيا
- 1993: جائزة زميل باحث
- 1991: زمالة الثقافات الأمريكية
- 1981-1983: زمالة ألكسندر فون هومبولت-ستيفتونغ

## وصلات خارجية
- سيرة(مؤرشف) – أدب مقارن - جامعة نيويورك
- أفيتال رونيل مركز الخطاب الرقمي والثقافة في جامعة فرجينيا للتقنية